# Smithia grandis
Smithia grandis är en ärtväxtart som beskrevs av John Gilbert Baker. Smithia grandis ingår i släktet Smithia och familjen ärtväxter. Inga underarter finns listade i Catalogue of Life.